# Dendropsophus sanborni
Dendropsophus sanborni é uma espécie de anura da família Hylidae.
Pode ser encontrada nos seguintes países: Argentina, Brasil, Paraguai e Uruguai.